# Pohrebî, Brovarî
Pohrebî (în ucraineană Погреби) este o comună în raionul Brovarî, regiunea Kiev, Ucraina, formată numai din satul de reședință.

## Demografie
Componența lingvistică a comunei Pohrebî
     Ucraineană (97,56%)
     Rusă (2,4%)
     Alte limbi (0,05%)
Conform recensământului din 2001, majoritatea populației comunei Pohrebî era vorbitoare de ucraineană (97,56%), existând în minoritate și vorbitori de rusă (2,4%).